# Illések és pofonok
1969-ben jelent meg az Illés-együttes harmadik nagylemeze Illések és pofonok címmel. Szakértők szerint az Illés-együttes legjobb nagylemeze. A mikrobarázdás hanglemezen megjelent első kiadás kinyitható borítóval készült, tartozott hozzá egy kivágható melléklet is. Az első kiadás mono verzióban került a boltokba, citromsárga Qualiton-os hanglemezcímkével, nem sokkal később kiadták a sztereó változatot is. Mind a két kiadás a kinyitható borítóval került forgalomba, a mono kiadás borítóját a megszokottnál puhább, könnyen elszakadó papírra nyomtatták, míg a sztereó verzióé annál jóval erősebb, masszívabb borítóval jelent meg, melyre eleinte rózsaszínű "STEREO", később pedig ezüstszínű "STEREO-MONO" matricákat ragasztottak, hogy könnyedén meg lehessen különböztetni a mono kiadványoktól. Az 1970-es évek elején a Qualiton megjelentette az utángyártott (sztereó) változatot, amely már narancssárga lemezcímkével, valamint laminált, szimpla borítóval jelent meg.

## Az album dalai
Minden dal Szörényi Levente és Bródy János szerzeménye, kivéve azok, ahol a szerzőség jelölve van.

### A oldal
1. Újra itt van (Szörényi Szabolcs-Bródy János) – 3:39
2. Lehetett volna (Illés Lajos-Bródy János) – 2:28
3. A kugli – 2:11
4. Emlékszem, esténként – 1:13
5. Történet M.-ről – 3:26
6. A beérkezett levelekre válaszolva – 4:30
7. Keresem a szót – 3:00
8. Igérd meg – 3:23

### B oldal
1. Téged vár – 3:38
2. Reklám úr – 3:54
3. Oh, kisleány (Illés Lajos-Bródy János) 2:33
4. Meleghengersor (Pásztory Zoltán) – 2:30
5. Lusta vagyok – 2:16
6. Két év nem sok – 2:46
7. Sárika (Szörényi Szabolcs-Bródy János) – 2:12
8. Nem akarok – 4:03

### Bónuszdalok
1. Bűbájosok (Szörényi Levente) – 4:04
2. Mákosrétes (Szörényi Szabolcs-Bródy János) – 3:22
3. Március 1848. – 3:42
4. Rockandroll Rézi – 2:39

## Közreműködők
- Illés Lajos – ének billentyűs hangszerek, vokál
- Szörényi Levente – ének, gitár, zongora, vokál
- Szörényi Szabolcs – ének, basszusgitár, vokál
- Bródy János – ének, akkordgitár, vokál
- Pásztory Zoltán – dob

### A hanglemez készítői
- Szyksznian Wanda – borító
- Juhász István – zenei rendező
- Lukács János – hangmérnök
- Bródy János – szövegek
- Illés Lajos (A2, B3), Szörényi Levente (A3-A8, B1, B2, B5, B6, B8), Szörényi Szabolcs (A1, B7), Pásztory Zoltán (B4) – zeneszerző

## Külső hivatkozások
- Információk az Illés hivatalos honlapján
- Információk a Hungaroton honlapján
- Részletes stáblista